# Bianor diversipes
Bianor diversipes là một loài nhện trong họ Salticidae.
Loài này thuộc chi Bianor. Bianor diversipes được Eugène Simon miêu tả năm 1901.